# 珍妮弗·莱勒
珍妮弗·莱勒（英語：Jennifer Lalor，1974年9月5日—），美国女子足球运动员，场上位置是中场。她曾代表美国国家队参加1995年国际足联女子世界杯，结果队伍获得季军。